# Jaume Camp i Lloreda
Jaume Camp i Lloreda (La Garriga, 11 de setembre de 1917 - Granollers, 15 de desembre de 1993) fou un polític i un activista cultural i catalanista.
Fill de Ton Camp i Xiol i Francesca Lloreda i Ganduixer, va ser el segon de 6 germans: Josep (1914-2006), Pere (1919-2002), Roser, Enriqueta i Ester.
Seguint els passos del seu germà gran, Jaume Camp va iniciar els seus estudis als Jesuïtes de Sarrià, però que ràpidament van ser interromputs per tres anys de Guerra Civil i per tres anys més de servei militar que va haver de fer a Xauen (avui Marroc, però llavors encara territori del protectorat espanyol). Va ser precisament a Xauen, als tallers mecànics, on Jaume va veure clar el seu futur, que ja quedava allunyat de la doctrina estudiantil. Jaume Camp va treballar tota la seva vida com a tècnic en electro-mecànica, feina que va compaginar com a professor d'aquesta matèria a l'Escola Municipal del Treball de Granollers.
Jaume Camp era catòlic practicant, i entre els anys 1931 i 1936 va formar part de la Federació de Joves Cristians, entitat amb fins a 14000 afiliats d'entre 14 i 35 anys (1936) i fortament lligada a Unió Democràtica de Catalunya (UDC), que va néixer a través d'un article aparegut al diari El Matí titulat "Un viatge de cara als joves", i que tenia la benedicció i la guia del lema de Torres i Bages "Catalunya serà cristiana o no serà". Va ser precisament al diari El Matí on es va publicar la partida de naixement d'UDC, el dia 7 de novembre de 1931, a través del manifest fundacional que hi va aparèixer. Després de la Guerra Civil, la Federació de Joves Cristians va ser dissolta per l'administració catòlica del nou règim. Amb l'arribada de la democràcia, Jaume Camp va entrar a militar a UDC i va ser fundador i President de la delegació del partit al Vallès Oriental, des de la seva fundació fins al 1984. En les segones eleccions democràtiques municipals va assolir el càrrec regidor de l'Ajuntament de Granollers per UDC entre el 1983 i el 1987. En representació d'UDC, en Jaume va formar part de l'Assemblea de Catalunya des del seu començament.
En la vessant cultural i patriòtica, Jaume Camp va ser un dels primers membres d'Òmnium Cultural i fundador de la delegació de l'entitat al Vallès Oriental. En va ser el tercer president -després de Pere Canal i Baliu primer, i Martí Sunyol i Genís després-, un càrrec que va ostentar fins a la seva mort. Durant tota la seva vida va tenir clar que la llengua catalana era la millor eina per a vertebrar i vehicular un poble i una cultura desfeta pel franquisme. D'aquesta manera, Jaume Camp va ser un dels principals impulsors de l'aprenentatge de la llengua catalana. Les seves classes clandestines de català van servir per formar tota una nova generació de docents d'arreu de la comarca, que a la vegada van ser els responsables de la catalanització lingüística a tots els centres escolars un cop assolida la democràcia. En la seva tasca pel foment de la llengua catalana, especialment centrada amb la generació nascuda durant el franquisme, cal destacar la seva implicació en la posada en marxa de la revista catalana juvenil Cavall Fort, així com en la persistent dinamització dels col·lectius escoltes, que van esdevenir grans escoles de catalanisme durant la dictadura de Franco. Jaume Camp també va ser impulsor de la Ciutat Pubilla de la sardana, després de molts anys organitzant aplecs sardanistes com a causa reivindicativa.
El 6 i 7 de novembre de 1971 es van celebrar les Festes Populars de Cultura Pompeu Fabra que van significar el renaixement de la Comissió Fabra, que agrupava totes les entitats culturals de Granollers, i que va organitzar les Festes de Primavera entre els anys 1972 i 1987. L'any 1978, l'Ajuntament de Granollers va cedir a precari el casal de l'antiga Mútua del Carme del Carrer Santa Elisabet a la Comissió Fabra. Finalment, l'edifici va ser inaugurat amb el nom de Casal Pompeu Fabra, amb Jaume Camp com a el seu principal impulsor i promotor.
L'any 2001, 8 anys després de la seva mort, l'Ajuntament de Granollers va voler retre homenatge a Jaume Camp posant el seu nom a un dels carrers que volta la Biblioteca Can Pedrals. Concretament es va triar el carreró que desemboca a la Plaça Maluquer i Salvador, antigament conegut com a Carrer de la Constància, on Jaume Camp va regentar un taller mecànic durant tota la seva vida, pel que era conegut a la ciutat. Coneguda també la seva obsessió amb la llengua catalana, que li havia suposat alguna multa per fer-ne classes de manera clandestina, el taller rebia amb una placa que posava el nom desconegut i provocador de "Gual Permanent", col·locat a finals dels anys 40 i essent l'únic cartell de la ciutat en català durant el franquisme. L'atreviment li va costar durs articles de la premsa local afí al règim, que no el van desdir en cap moment de la seva iniciativa. Amb el temps, el taller, que era un habitual punt de trobada dels catalanistes de la ciutat, va acabar adoptant el nom popular de "Gual Permanent". La revenja però, va tenir lloc ja entrada la democràcia, el setembre de 1977, quan Òmnium Cultural, emparant-se en la llei va fer una entrada al registre de l'Ajuntament de Granollers demanant la col·locació de les plaques dels guals en català, coincidint a la vegada amb la publicació al diari local "La Comarca al Dia" d'un article titulat "Gual Permanent" signat per Jaume Camp i acompanyat d'una foto del seu famós gual, la primera placa en català de gual permanent de tota la ciutat. La proposta va prosperar, i aviat Granollers va catalanitzar totes les seves plaques d'aparcament. Actualment, el taller és ocupat per una empresa de disseny de cuines.
També l'any 2001, coincidint amb l'homenatge del nomenament d'un carrer amb el seu nom, Òmnium Cultural del Vallès Oriental va instaurar el Premi Jaume Camp de Sociolingüística dotat amb 6000 euros, aportats per la seva germana Ester Camp. El premi és ofert al millor treball d'investigació sobre sociolingüística, sigui des d'una perspectiva sincrònica o històrica, teòrica o aplicada, demolingüística, lingüística o etnogràfica, referida a qualsevol àmbit geogràfic dels Països Catalans. El premi és entregat anualment dins del marc de la Festa de les Lletres Catalanes del Vallès Oriental.
Jaume Camp era solter i va viure la major part de la seva vida en la mateixa habitació de la Fonda Europa de Granollers, a escassos metres del seu taller.